# أتسوشي أوغاتا
أتسوشي أوغاتا (باليابانية: 緒方篤) هو كاتب سيناريو ومخرج ياباني، ولد في 1962.

## وصلات خارجية
- أتسوشي أوغاتا على موقع IMDb (الإنجليزية)
- أتسوشي أوغاتا على موقع أول موفي (الإنجليزية)
- أتسوشي أوغاتا على موقع قاعدة بيانات الفيلم (الإنجليزية)
- أتسوشي أوغاتا على موقع كينوبويسك (الروسية)